# Goneccalypsis montanus
Goneccalypsis montanus är en tvåvingeart som beskrevs av Jason Gilbert Hayden Londt 1982. Goneccalypsis montanus ingår i släktet Goneccalypsis och familjen rovflugor.
Artens utbredningsområde är Lesotho. Inga underarter finns listade i Catalogue of Life.